# Una ragazza in ogni porto
Una ragazza in ogni porto (A Girl in Every Port) è un film commedia del 1952, scritto e diretto da Chester Erskine, interpretato da Groucho Marx, Marie Wilson e William Bendix.

## Trama
Ben e Tim, due marinai non molto disciplinati, investono la somma di una piccola eredità nell'acquisto di un cavallo da corsa, che però non è altro che un brocco. Dalla mascotte della squadra ippica vengono a sapere che il cavallo ha un gemello, un vero asso delle corse, il quale al momento è utilizzato in una fattoria per trainare l'aratro. Venuti in possesso del formidabile corridore, e dopo che il cavallo ha vinto brillantemente una gara, Ben e Tim cercano di rivenderlo al precedente proprietario facendogli credere che si tratta sempre dello stesso animale. All'affare si interessano anche dei gangsters che controllano il giro delle scommesse clandestine, e viene coinvolta pure la ragazza che alla fattoria si occupava del cavallo e che ora si è innamorata dell'ex proprietario dell'animale gemello.

## Produzione
Il film fu prodotto dalla RKO Radio Pictures.

## Distribuzione
La pellicola fu distribuita dalla RKO Radio Pictures. La prima del film fu il 13 febbraio del 1952, a New York.